# Фестиваль холодної їжі
Фестиваль холодної їжі або Ханьші — традиційне китайське свято з нагоди вшанування пам'яті предків, яке почали відзначати по всій Східній Азії за часів династії Тан після смерті дворянина Цзінь Цзе Цзітуя династії Чжоу в VII столітті до нашої ери. Назва походить від традиції приготування їжі без розпалювання будь-якого виду багаття.  Перші дійства тривали в середині зими протягом 1 місяця, але організаційні труднощі призвели до численних спроб заборонити проведення свята, турбуючись про учасників.

## Історія
До кінця періоду трьох королівств (3 століття) період святкування був обмежений 3 днями і перенесений за місячно-сонячним календарем на весну, напередодні іншого свята — Цінміна. При правлінні династії Тан святкування обмежувалося єдиним днем, який сьогодні відзначається як Свято прибирання гробниць. Фестиваль холодної їжі не є офіційним святом у жодній країні світу, проте в Китаї, Південній Кореї та В'єтнамі його продовжують відзначати.

## Корейський еквівалент Ханьші
Хансік (хангиль: 한식) проводиться на 105-й день після донжі, що за григоріанським календарем припадає на 5 квітня або 4 квітня у високосні роки. Цього дня вітали прихід тепла, від якого розтане замерзла земля.  Відбувалися обряди поклоніння предкам: рано вранці сім'я відвідувала могили усіх родичів, щоб там навести лад та вшанувати пам'ять про померлих. З плином часу звичай вживати холодну їжу зник. Оскільки дата свята збігається з Днем альтанки, то громадські кладовища переповнені відвідувачами, які садять дерева навколо могил своїх предків.

## В'єтнамський еквівалент Ханьші
Тетхантук (в'єтнамська: Tết Hàn Thực)  відзначається більшою частиною населення країни 3-го дня 3-го місяця за місячним календарем, але грандіозних святкувань не проводять. Люди готують клейкі рисові кульки (bánh trôi), але здебільшого майже всі традиції забулися, а табу використання вогню, як і в Південній Кореї, в основному ігнорують.